# Pop 2
Pour les articles homonymes, voir Pop.
Albums de Charli XCX
Number 1 Angel
(2017) Charli
(2019)
Singles
1. Out of My Head
Sortie : 8 décembre 2017

Pop 2 est la quatrième compilation de l’auteure-compositrice-interprète britannique Charli XCX. Sortie le 15 décembre 2017 sous le label Asylum, elle fait suite à un précédent opus, Number 1 Angel, dévoilé plus tôt dans la même année,.
Le cycle de production de l’album, qui résulte principalement d’une œuvre commune réalisée avec A.G. Cook du collectif artistique PC Music, n’a en réalité débuté que trois mois seulement avant la parution de la compilation. Catégorisé par sa grande variété de collaborations en tout genre, le projet suscite les éloges des critiques de musique, en plus d’être défendu par le single Out of My Head, un duo interprété en compagnie des chanteuses Tove Lo et Alma.

## Accueil critique
Pop 2 reçoit des critiques généralement favorables lors de sa parution. Ludovic Hunter-Tilney du Financial Times est d’avis que Charli XCX « habite pleinement ce terrain complexe qu’est le paysage musical actuel, changeant de tempo et de tonalité en toute transparence », ajoutant que cette dernière « se distingue comme un modèle de progressivité ».

## Promotion
Le premier et unique extrait de la compilation est le titre Out of My Head, en duo avec l’artiste suédoise Tove Lo et la chanteuse finlandaise Alma,. Il sort le 8 décembre 2017 sur toutes les plateformes de téléchargement numérique, en même temps que la pré-commande de l’album. En outre, deux singles promotionnels sont exploités avant la parution de Pop 2. En effet, Unlock It est dévoilé le 11 décembre 2017 par le biais du programme radiophonique Beats 1, et I Got It fait son apparition sur l’iTunes Store le 13 décembre 2017.

## Liste des pistes
Toutes les chansons sont écrites et composées par Charlotte Aitchison et Alex Cook.
| 1.    | Backseat (en duo avec Carly Rae Jepsen)                        | Charlotte Aitchison, Carly Rae Jepsen, Alex Cook, Finn Keane                                                               | A. G. Cook, easyFun       | 3:58 |
| 2.    | Out of My Head (en duo avec Alma et Tove Lo)                   | Aitchision, Tove Nilsson, Alma-Sofia Miettinen, Sophie Long, Cook                                                          | Sophie, Cook              | 3:55 |
| 3.    | Lucky                                                          | Aitchison Cook | Cook, Ö                   | 3:35 |
| 4.    | Tears (en duo avec Caroline Polachek)                          | Aitchison, Caroline Polachek, Cook                                                                                         | Cook                      | 4:13 |
| 5.    | I Got It (en duo avec Brooke Candy, Cupcakke et Pabllo Vittar) | Aitchison, Jesse Shatkin, Rodrigo Gorky, Cook, Pablo Bispo, Brooke Candy, Jesse St. John, Elizabeth Harris, Arthur Marques | Cook, umru                | 3:51 |
| 6.    | Femmebot (en duo avec Dorian Electra et Mykki Blanco)          | Aitchison, David Gamson, Fransisca Hall, Michael Quattlebaum Jr., Cook, Keane                                              | Cook, easyFun, Gamson     | 3:38 |
| 7.    | Delicious (en duo avec Tommy Cash)                             | Aitchison, Tommy Cash, Cook                                                                                                | Cook                      | 4:32 |
| 8.    | Unlock It (en duo avec Kim Petras et Jay Park)                 | Aitchison, Park Jae-beom, Kim Petras, Cook                                                                                 | Cook, Life Sim            | 3:52 |
| 9.    | Porsche (en duo avec MØ)                                       | Aitchison, Henry Allen, Karen Marie Ørsted, Cook, Cassia O'Reilly                                                          | King Henry, Cook, easyFun | 3:26 |
| 10.   | Track 10                                                       | Aitchison, Mikkel Eriksen, Tor Hermansen, Jonnali Parmenius, Cook, Sasha Yatchenko                                         | Cook, Life Sim, Lil Data  | 5:26 |
| 40:26 |                                                                | |                           |      |

Notes
- Delicious contient un extrait de la chanson Boom Clap de Charli XCX, sortie en 2014.
- Unlock It contient une portion de la chanson Beautiful d’A.G. Cook, sortie en 2015.
- Le véritable titre de la dernière piste est Blame It on Your Love.